# Antezant-la-Chapelle
Antezant-la-Chapelle é uma comuna francesa na região administrativa da Nova Aquitânia, no departamento de Charente-Maritime. Estende-se por uma área de 18,63 km². Em 2010 a comuna tinha 352 habitantes (densidade: 18,9 hab./km²).